# Monteroni d'Arbia
Monteroni d'Arbia és un municipi de la província de Siena, a la regió italiana de la Toscana, situat uns 60 km al sud de Florència i uns 13 km al sud-est de Siena, a la regió coneguda com a Crete Senesi. Pren el seu nom del torrent Arbia, afluent del riu Ombrone.

## Llocs d'interès
- La pieve de Sant Joan Baptista, a Corsano, data d'abans de l'any 1031. Amb una nau central i dues naus laterals, és un exemple d'arquitectura romànica, amb influències de Pisa i Llombardia. Conté dues teles pintades per Alessandro Casolari.

- L'església de Sant Jaume i Sant Cristòfor, a Cuna, té restes de frescos del segle xiv.

## Personatges il·lustres
- Cesare Maccari, pintor, va viure al llogaret de Quinciano.